# Jan Subocz
Jan Zbigniew Subocz (ur. 30 stycznia 1948, zm. 12 kwietnia 2021) – polski specjalista w dziedzinie inżynierii wysokonapięciowej i materiałowej, prof. dr hab. inż.

## Życiorys
W 1973 ukończył studia magisterskie na kierunku elektrotechnika na Wydziale Elektrycznym na Politechnice Szczecińskiej, w 1981 obronił pracę doktorską Termicznie stymulowane prądy i luminescencja jako metoda oceny własności elektrycznych i temperaturowych konstrukcyjno-izolacyjnych kompozycji epoksydowych, 28 czerwca 2004 habilitował się na podstawie rozprawy zatytułowanej Wybrane zagadnienia przewodnictwa i relaksacji dielektrycznej w aspekcie diagnostyki izolacji kompozytowej. 18 kwietnia 2013 nadano mu tytuł profesora w zakresie nauk technicznych. Pracował w Instytucie Elektrotechniki na Wydziale Elektrycznym Politechniki Szczecińskiej.
Został zatrudniony na stanowisku profesora w Katedrze Elektrotechnologii i Diagnostyki na Wydziale Elektrycznym Zachodniopomorskiego Uniwersytetu Technologicznego w Szczecinie.
Był aktywnym członkiem chóru „Słowiki 60” im. Jana Szyrockiego.
Zmarł 12 kwietnia 2021. Pochowany na cmentarzu w  Zdrojach.